# Son (coalición)
SON es una denominación usado por una coalición de partidos políticos gallego creado en 2015 impulsado por ANOVA y Esquerda Unida para participar en las elecciones municipales de ese año en varias localidades de Galicia.
Su finalidad era ofrecer apoyo legal a aquellas agrupaciones políticas municipales que, por motivos legales, no tenían la posibilidad de presentarse a las elecciones en su municipio. Asimismo, también buscaría sumar votos para poder lograr representación en los Diputaciones Provinciales.
Las candidaturas adheridas a esta coalición llevaron la palabra SON en su nombre, ya sea como prefijo o sufijo agregado al nombre del partido político, o bajo la fórmula “Soy de” más el nombre del municipio correspondiente.

## Resultados obtenidos por las candidaturas adjuntas
Tras las elecciones de mayo de 2015, los candidatos de la coalición por SON ganaron las alcaldías de Cangas, Ferrol, Manzaneda, Teo y Valle del Dubra. En 2016, después de una moción de censura, también ganaron la alcaldía de Mugardos.
La suma de votos recibidos para estas candidaturas fue de 53.205, lo que representa en votos válidos, el 3,61% en Galicia y el 0,24% a nivel nacional y se tradujo en 76 concejales.
| Candidatura                                      | Votos | %      | Concejales | Municipio              |
| ------------------------------------------------ | ----- | ------ | ---------- | ---------------------- |
| Son de Abegondo-Foro Veciñal                     | 212   | 6,34%  | 1/13       | Abegondo               |
| Son de Ares                                      | 262   | 7,9%   | 1/13       | Ares                   |
| Son de Arteixo-ANOVA                             | 621   | 4,44%  | 0/21       | Arteijo                |
| Esquerda Unida-SON                               | 680   | 11,23% | 2/17       | Bayona                 |
| Alternativa para Beariz-SON                      | 70    | 12,28% | 1/9        | Beariz                 |
| Son de Bergondo-ANOVA                            | 599   | 16,3%  | 2/13       | Bergondo               |
| Betanzos Novo-SON                                | 1002  | 14,58% | 2/17       | Betanzos               |
| Xuntos por Boborás-SON                           | 179   | 11,42% | 1/11       | Boborás                |
| Boiro Novo-SON                                   | 927   | 9,71%  | 1/17       | Boiro                  |
| Asemblea Cidadá Bueu-SON                         | 342   | 5,6%   | 1/17       | Bueu                   |
| Asemblea Cidadá de Cambre-SON                    | 1271  | 11,83% | 2/21       | Cambre                 |
| Alternativa Canguesa de Esquerdas-SON            | 2268  | 17,14% | 4/21       | Cangas de Morrazo      |
| Alternativa Veciñal do Carballiño-SON            | 471   | 6,06%  | 1/17       | Carballino             |
| Son Carballo                                     | 188   | 1,18%  | 0/21       | Carballo               |
| Asemblea Cidadá de Carral-SON                    | 413   | 12,41% | 1/13       | Carral                 |
| Ferrol en Común-SON                              | 7142  | 21,98% | 6/25       | Ferrol                 |
| Esquerda Unida-SON                               | 831   | 14,11% | 2/17       | El Grove               |
| Esquerda Unida-SON                               | 190   | 5,68%  | 0/13       | Isla de Arosa          |
| Fai O Irixo-SON                                  | 134   | 11,87% | 1/9        | Irijo                  |
| Son D'aquí                                       | 176   | 4,8%   | 0/13       | Malpica de Bergantiños |
| Son de Manzaneda-ANOVA                           | 485   | 64,07% | 5/7        | Manzaneda              |
| Marea Veciñal de Marín-SON                       | 1570  | 13,06% | 3/21       | Marín                  |
| Esquerda Unida-SON                               | 212   | 2,07%  | 0/17       | Monforte de Lemos      |
| GañaMos Asemblea Veciñal-SON                     | 1954  | 22,77% | 4/17       | Mos                    |
| Esquerda Unida-SON                               | 614   | 20,75% | 3/13       | Mugardos               |
| Nigrán Decide-SON                                | 880   | 10,1%  | 2/17       | Nigrán                 |
| Son de Oroso-ANOVA                               | 436   | 10,61% | 1/13       | Oroso                  |
| Son de Pereiro de Aguiar                         | 278   | 8,06%  | 1/13       | Pereiro de Aguiar      |
| Son de Trives                                    | 182   | 12,5%  | 1/11       | Puebla de Trives       |
| Son de Poio                                      | 328   | 3,99%  | 0/17       | Poyo                   |
| Esquerda Unida-SON                               | 586   | 5,26%  | 1/21       | Puenteareas            |
| Agrupación Pondaliana Independente-SON Ponteceso | 481   | 13,98% | 2/13       | Puenteceso             |
| Esquerda Unida-SON                               | 697   | 6,79%  | 1/17       | Porriño                |
| Son Redondela                                    | 320   | 2,01%  | 0/21       | Redondela              |
| Rianxo en Común-SON                              | 695   | 11,04% | 2/17       | Rianjo                 |
| Son de Teo-ANOVA                                 | 3651  | 38,68% | 7/17       | Teo                    |
| Son de Toén-ANOVA                                | 168   | 10,77% | 1/11       | Toén                   |
| Son de Tui                                       | 741   | 7,88%  | 1/17       | Tuy                    |
| Son de Val do Dubra-ANOVA                        | 1048  | 43,2%  | 5/11       | Valle del Dubra        |
| Son de Verín                                     | 311   | 4,46%  | 0/17       | Verín                  |
| Marea de Vigo-SON                                | 16227 | 11,5%  | 3/27       | Vigo                   |
| Esquerda Unida-SON                               | 2820  | 15,51% | 3/21       | Villagarcía de Arosa   |
| Son Viveiro                                      | 543   | 6,42%  | 1/17       | Vivero                 |